# Наложний Олександр Геннадійович
Олександр Геннадійович Нало́жний (нар. 24 липня 1996, Одеса) — український волейболіст, догравальник, гравець «Епіцентр-Подоляни».

## Життєпис
Народився 24 липня 1996 року в м. Одесі.
Грав у командах клубів «Локо-Експрес» (2012—2016), «Вінниця» (2016—2017), «Серце Поділля» (2017—2018). Сезон 2018—2019 розпочав у складі ВК «Барком-Кажани» зі Львова, а потім перейшов до клубу «Політехнік-Одеса». Сезон 2019—2020 провів у складі житомирського клубу «Житичі-ЖНАЕУ».
Сезоні 2020-2021 підписав контракт з чинний чемпіон України з волейболу «Барком-Кажани» зі Львова.
Сезон 2022-2023 підписав контракт з «Епіцентр-Подоляни». 

### Збірній
Від 2015 року входить до складу збірної України.
В складі чоловічої збірної України переможець Золотої Євроліги-2024.

## Досягнення

### Клубні
Україна 
- Чемпіон України (2):  2018-2019, 2020–2021.
- Срібний призер України (3): 2021–2022, 2022–2023, 2023–2024.
- Переможець Кубка України (5): 2018-2019, 2019- 2020, 2020-2021, 2022-2023, 2023-2024.
- Переможець Суперкубка України (4): 2018, 2020, 2023, 2024.
- Фіналіст Суперкубка України: 2021.

### У збірній
- Чемпіон Євроліги: 2024.